# Lepoglava vára
Lepoglava vára (horvátul: Utvrda Lepoglava) egy várhely Horvátországban, Varasd megyében, Lepoglava városának határában.

## Fekvése
A lepoglavai középkori erőd a Bednja völgyében, az eldugott 320 m abszolút magasságú Gorica-dombon épült, a mai Lepoglava település felett, a Szent János kápolna közelében.

## Története
Lepoglavát erősségként Zsigmond király 1399-es adománylevelében említik először, melyben az egész Zagorjét Cillei Hermannak adományozta. Bár számos történész és Lepoglava történetének más kutatója is úgy vélte, hogy Cillei már a következő évben lebonttatta a várat, és építőanyagából építtette a vár lábánál a pálos kolostort, ennek azonban ellentmond, hogy a várat még 1405-ben és 1435-ben is ép épületként említik. Így azt feltételezik, hogy az akkor még befejezetlen kolostorral együtt 
az 1479-es oszmán rablóhadjárat során pusztult el. A kolostort 1492-ben Corvin János védőfallal megerősítve újjáépítette. Lehetséges, hogy az újjáépítés során a középkori mesterek a lepoglavai vár köveit használták építőanyagként. Egy 1492-ből származó Lepoglavát ábrázoló rajz jól mutatja az erődített kolostort és a felette emelkedő dombon álló vár romjait.

## A vár leírása
A vár kiváló stratégiai helyen épült, a Bednja folyó völgyének nyugati bejáratát védte. Lepoglava korábban említett rajzát elemezve arra a következtetésre juthatunk, hogy a várat két részre osztották, egy belső és egy külső várra. A külső vár déli védőfalának egy kis töredéke látható a rajzon, míg a belső erődítménytől az alsó nyugati és a felső déli védőfal maradványai derékszögben támaszkodnak egymásnak. A déli fal központi részének földszintjén van egy kapu. Mivel ezek a maradványok a domb legmagasabb pontján helyezkednek el, feltételezhetjük, hogy a védőtoronyhoz tartoznak. Tőle nyugatra található a Szent János kápolna, mely a déli oldalával támaszkodott a toronynak.